# Cryptophagus lecontei
Cryptophagus lecontei là một loài bọ cánh cứng trong họ Cryptophagidae. Loài này được Harold miêu tả khoa học năm 1868.